# إميليو غاراستازو ميديسي

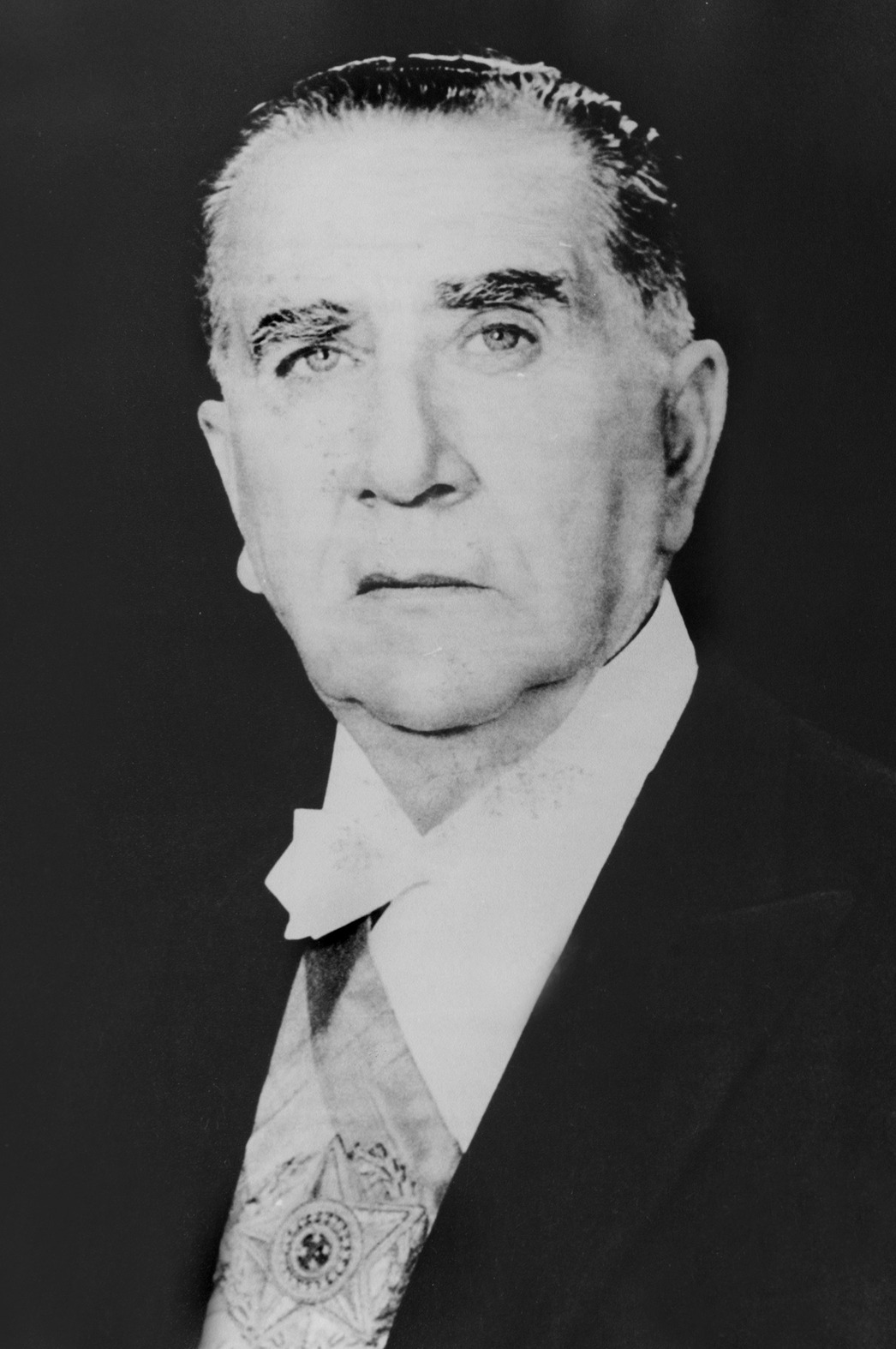

الجنرال إميليو غاراستازو ميديسي (بالبرتغالية: Emílio Garrastazu Médici) هو رئيس البرازيل للفترة 1969–1974. جاء للحكم بعد مجلس حكم عسكري حكم البرازيل لفترة قصيرة بعد توتر حالة الرئيس الرازيلي الأسبق المارشال أرتور دا كوستا إي سيلفا.
خلفه في منصب الرئاسة الجنرال إرنستو جيزل.

## روابط خارجية
- إميليو غاراستازو ميديسي على موقع مونزينجر (الألمانية)